# Hașag

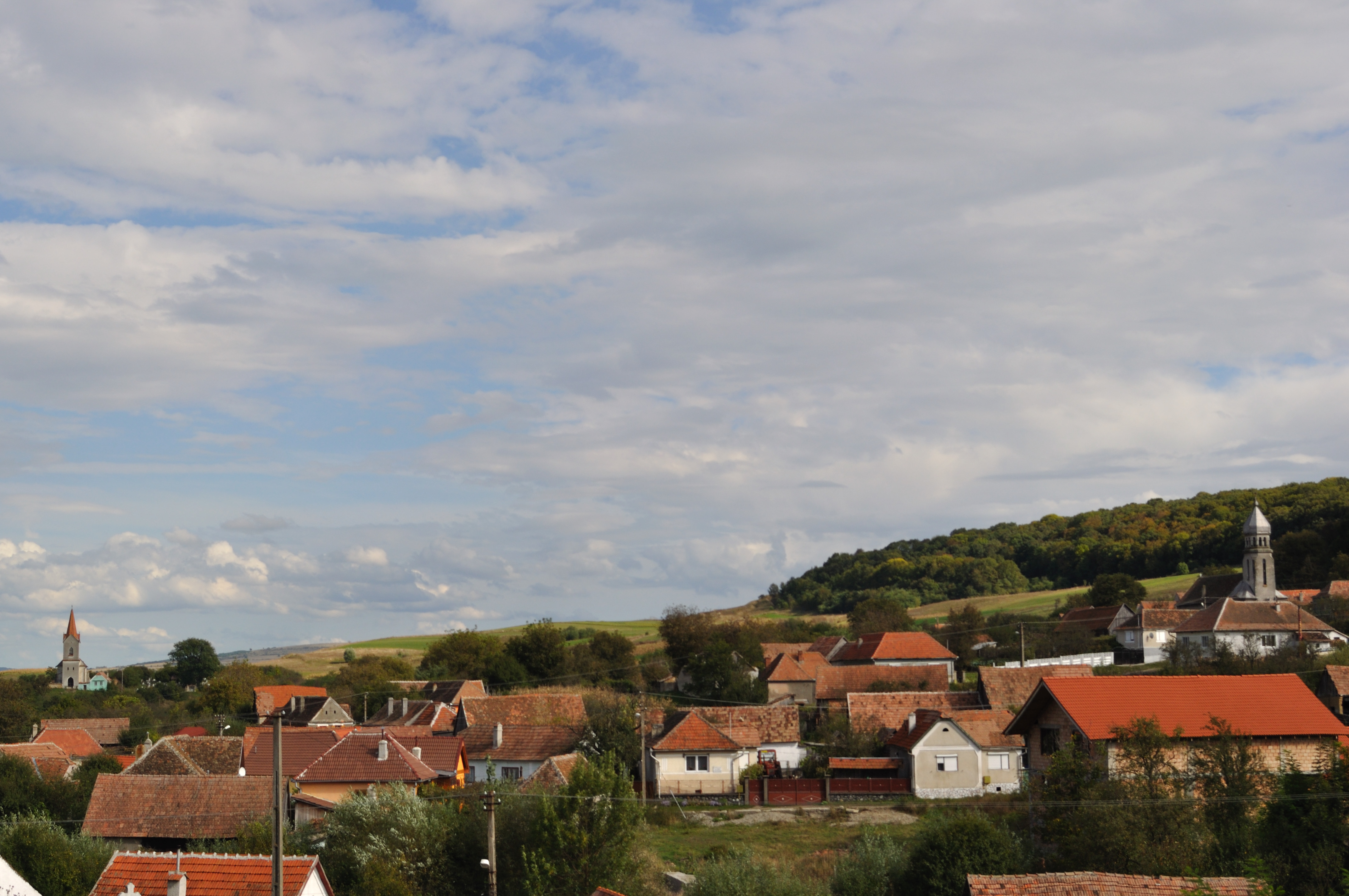
Hașag (2010)

Hașag (deutsch Haschagen, ungarisch Hasság) ist ein Dorf im Kreis Sibiu in der Region Siebenbürgen in Rumänien.

## Lage
Hașag liegt in einem Nebental der Vișa (Weißbach), ungefähr 21 km Luftlinie nördlich von Sibiu (Hermannstadt) und 30 km südwestlich von Mediaș. Von drei Seiten wird Hașag von Bergen eingerahmt.

## Geschichte
1263 wurde der Ort unter dem Namen Hassach erstmals erwähnt. 1370 ist die Bezeichnung Hoschagen bezeugt. 1628 erwähnt Gabriel Bethlen Haschagen als eine zum Mediascher Bürgermeisteramt gehörige Besitzung.

## Evangelische Kirche
Das Kirchenschiff stammt aus dem Jahr um 1300. An dessen Ende ist die Apsis, die außen von Stützpfeilern gehalten wird.
1414 wurde die Kirche als Peterskirche urkundlich erwähnt: „Dominus David... rector parohialis ecclesiae sancti Petri de Haschadia“.

## Bevölkerung
In Hașag waren 1941 von 1232 Einwohnern 45,4 % Deutsche (559 Personen). Deren Zahl sank auf 37 im Jahr 1992.

## Persönlichkeiten
- Johann Gottlieb von Fabini (1791–1847), österreichischer Ophthalmologe[3]
- Aron Cotruș (1891–1961), rumänischer Schriftsteller[4]
- Michael Nikolaus (1901–2007), langlebigster Siebenbürger Sachse[5]